# Ротман, Джеймс
Джеймс Ро́тман (англ. James Rothman; род. 3 ноября 1950) — американский биохимик, лауреат Нобелевской премии по медицине за 2013 год совместно с Рэнди Шекманом и Томасом Зюдхофом с формулировкой за «открытие механизма, регулирующего везикулярный трафик, важную транспортную систему в клетках».
Член Национальных Академии наук и Медицинской академии США, иностранный член Лондонского королевского общества (2019).

## Биография
Родился в Хэйверхилле (штат Массачусетс), в еврейской семье; его отец Мартин Ротман (1915—2005) был педиатром, мать Глория Ширли Ротман (урождённая Хартник, 1923—2022) была домохозяйкой. Учился в частной школе.
Степень бакалавра искусств в области физики Ротман получил в Йельском университете (1971), а степень доктора философии в области биохимии — в Гарвардском университете (1976). В 1978 году он начал работать на кафедре биохимии в Стэнфордском университете. С 1988 по 1991 годы он работал в Принстонском университете, после чего основал кафедру клеточной биохимии и биофизики в Онкологическом Центре Слоана-Кеттеринга в районе Манхэттен-Валли в Нью-Йорке. Там же он занял должность вице-председателя института при центре.
В 1995 году Ротман был приглашён в Научно-консультативный совет фармацевтической компании Amersham PLC. Когда Amersham была приобретена GE HealthCare в 2003 году, Ротман был назначен главным советником по науке компании GE Healthcare.
В 2003 году Ротман занял профессорскую должность в Колледже врачей и хирургов при Колумбийском университете и возглавил университетский Центр химической биологии. 
В настоящее время — глава факультета клеточной биологии в Йельской школе медицины, и директор Института нанобиологии в Йельском западном кампусе.
Основным объектом исследований Ротмана является изучение процесса того, каким образом везикулы, переносящие молекулы внутри клеток, определяют пункт своего назначения и где освободить своё содержимое. На этом внутриклеточном транспорте завязаны важнейшие физиологические функции, среди которых взаимодействие мозговых нейронов, секреция инсулина и других гормонов. При некорректной работе везикулярного транспорта возникают такие серьёзные заболевания, как диабет или ботулизм.
Ротман открыл сами белки клеточного транспорта.

## Семья
Жена — Джой Хирш, нейропсихолог, исследователь в области нейровизуализации психических расстройств, профессор Колумбийского университета.

## Награды и отличия
- Eli Lilly Award in Biological Chemistry[англ.] (1986)
- Passano Award[нем.] (1986)
- Премия Гумбольдта (1989)
- Премия Генриха Виланда[нем.] (1990)
- Премия Розенстила (1994)
- Мемориальные лекции Вейцмана (1996)
- Международная премия Гайрднера (1996)
- Международная премия короля Фейсала (1996)
- Richard Lounsbery Award[англ.] (1997)
- Премия Хейнекена (2000)
- Медаль Отто Варбурга[англ.] (2001)
- Премия Альберта Ласкера за фундаментальные медицинские исследования (2002)
- Премия Луизы Гросс Хорвиц (2002)
- Медаль Уилсона (2010)
- Премия Кавли по неврологии (2010)
- Massry Prize[англ.] (2010)
- Нобелевская премия по медицине (2013)
- Van Deenen Medal[нем.] (2016)